# 트랜스아에로
트랜스아에로(러시아어: Трансаэро, 영어: Transaero)는 러시아의 항공사로 아에로플로트, 유테이르 항공 다음으로 규모가 크며 허브 공항은 모스크바 도모데도보 국제공항, 브누코보 국제공항이 있으며 1990년 설립 이래 단 한 건의 사건 및 사고를 내지 않았다.

## 역사
원래 아에로플로트부터 임대를 해서 전세편만 운항하는 회사였다. 하지만 1990년 12월 28일에 주식회사가 되면서 러시아에서 아에로플로트 이후로 처음으로 정기편의 운항이 인가되었다. 1991년 11월 5일 전세편으로 처음 취항했으며 모스크바부터 텔아비브까지 운항했다. 1992년 7월 일류신 Il-86을 투입했다. 1993년 1월에 모스크바에서 민스크간 정기 노선을 아에로플로트 이후 개설해 동년에 키예프, 소치, 알마티의 노선도 개설했다. 처음 CIS 역외의 국제선은 모스크바부터 텔아비브의 노선으로 1993년 11월에 개설되었다. 같은 해 4월 보잉 737-200을 도입하면서 러시아에서 최초로 보잉 기종을 도입한 회사가 되었다. 1994년 4월 보잉 757-200 기종을 도입했다. 1995년에 러시아 항공사 최초로 마일리지 서비스를 도입해 1997년에 FAA의 정비 인증을 받았다.
1998년 12월 모스크바부터 런던간 국제선 노선을 개설했다. 같은 해 보잉 737-700를 추가 도입했고 2002년 보잉 767-200과 보잉 737-300을 2003년에 보잉 767-300과 보잉 737-400을 추가로 도입했다. 2005년에 투폴레프 Tu-214를 같은 해에 10대 구입한다고 합의를 했다.
2005년 7월 11일 러시아 항공사 중 최초로 보잉 747 항공기를 도입 하면서 모스크바부터 텔아비브의 노선에 투입했는데 이것이 버진 애틀랜틱 항공의 보잉 747-200B 기종이 임대가 되었다. 또한 이 기체는 여름에 리조트 전세편에 이용되고 있다.
같은 해 5월, 모스크바부터 캐나다 몬트리올의 국제선 노선을 신설했다. 2006년에 모스크바부터 토론토의 국제선 노선도 신설했다. 현재 트랜스아에로 항공은 모스크바부터 런던의 국제선 노선은 BMI와의 코드 쉐어를 하면서 이용이 편리하다. 주 운항은 쌍방이 1일 1편씩 오가고 있다.
2007년 6월 일본항공과 교섭에 의해 나리타 국제공항에 주 2편의 취항이 인정되었다. 2008년 4월 24일부터 풀코보 국제공항에서 나리타 국제공항간 주 2편 취항했지만 같은 해 10월 28일부터 운항이 중단되었다. 2010년 5월 27일부터 직행편의 운항이 하계 한정으로 재개했으나 다시 운항이 중단되었다.
2011년에 트랜스아에로 항공은 4대의 보잉 747-8I 기종과 4대의 에어버스 A380-800을 주문했으며 2016년부터 순차별로 도입될 예정이다. 2012년 2월에 수호이 슈퍼제트 100-95 기종을 주문했으며 같은 해 6월에 풀코보 국제공항에서 나리타 국제공항 국제선 노선 운항이 재개되어 1회 운항하고 있다.
경영난 문제를 해결하기 위해 2015년 9월에 러시아의 국영 항공사인 아에로플로트가 전체 지분 75%를 인수했으나 무산되었다.
2015년 10월 26일 운항이 중단된데 이어 같은 해 12월 15일까지 아에로플로트가 대신해 운항했다.

## 운항 노선
- 2012년 1월 기준으로 트랜스아에로 항공은 다음과 같은 노선을 운항하고 있다.

### 중화인민공화국과 미국 노선의 확대
2010년 10월 트랜스아에로 항공은 베이징, 마이애미, 뉴욕에 취항시켰다. 한편 트랜스아에로 항공은 미국 로스앤젤레스에 취항을 계획 했으나 취항 예정이 연기되어 2012년 4월 29일에 로스앤젤레스와 뉴욕에 취항을 시작했다. 중화인민공화국의 수도 베이징 다음으로 싼야가 중화인민공화국 도시 중 두 번째로 취항했다.

### 코드쉐어 협정
- 트랜스아에로 항공은 다음과 같은 항공사에 코드쉐어 협정을 하고 있다.

| - 아이글 아주르 - 에어발틱 - 오스트리아 항공 (스타 얼라이언스) - 벨라비아 항공 | - 이지젯 - 중화항공 (스카이팀) - 제트블루 항공 - 싱가포르 항공 (스타 얼라이언스) | - 버진 애틀랜틱 항공 |

## 보유 기종
- 2014년 7월 기준으로 트랜스아에로 항공은 다음과 같은 기종을 보유하고 있으며 평균 기령은 15.8년이다.[17][18]

## 유지 보수 작업
트랜스아에로 항공은 에어 애틀랜타 아이슬란드의 항공기 유지 보수 작업 위탁의 결과로 아일랜드에 위치한 섀넌 공항을 기반으로 새 유지 보수 회사를 설립했다. 새로운 회사는 트랜스아에로 엔지니어 아일랜드로 불린다.

## 객실
관광 이코노미 클래스 : 트랜스아에로의 이코노미 클래스는 표준 좌석 피치와 안락 의자와 넓이를 갖추고 있다. 항공사는 이코노미 승객과 기내-엔터테인먼트 시스템을 통해 작은 비용으로 사용할 수 있으며 별도로 무료로 음식이 제공된다.
프리미엄 이코노미 클래스 : 프리미엄 이코노미 클래스는 관광 경제와 같은 좌석 너비로 29도에서 35.5 인치까지 큰 좌석 피치를 제공한다. 또한 프리미엄 이코노미 여행객뿐 아니라 3시간 이상 비행을 위한 별도의 편의 시설은 키트로 식사를 제공한다. 기내-엔터테인먼트 시스템은 적은 비용으로 사용할 수 있다. 프리미엄 이코노미를 사용하고 있는 승객은 또한 전용 사용 체크-선택한 공항의 책상이 있다.
비즈니스 클래스 : 비즈니스 클래스는 승객에게 추가 다리를 뻗는 공간과 깊은 안락 의자와 함께 프리미엄 이코노미 보다 넓은 좌석을 제공한다. 각 좌석은 두 팔걸이를 가지고 있으며 기내-엔터테인먼트는 무료이며, 음악, 영화 및 TV를 선택할 수 있다. 메뉴는 더 많은 선택, 프리미엄 이코노미보다 나은 양질의 음식을 제공하고 있다. 하지만 일부 국제선 노선에 모스크바 국제공항에서 무료 택시 연계가 없다는 단점이 있다.
임페리얼 클래스 : 임페리얼 클래스는 트랜스아에로의 퍼스트 클래스로 좌석 여분의 개인 정보를 제공하고 항공기에 대한 모든 넓은 좌석이 있다. 좌석은 승객을 제공에서 음식에 대한 큰 침대를 형성하는 완전 평면 리클라인은 러시아와 유럽에서 사용이 가능하다. 이와는 별도로 무료 택시 전송 임페리얼 클래스 승객이 사용할 수 있다.

## 사진

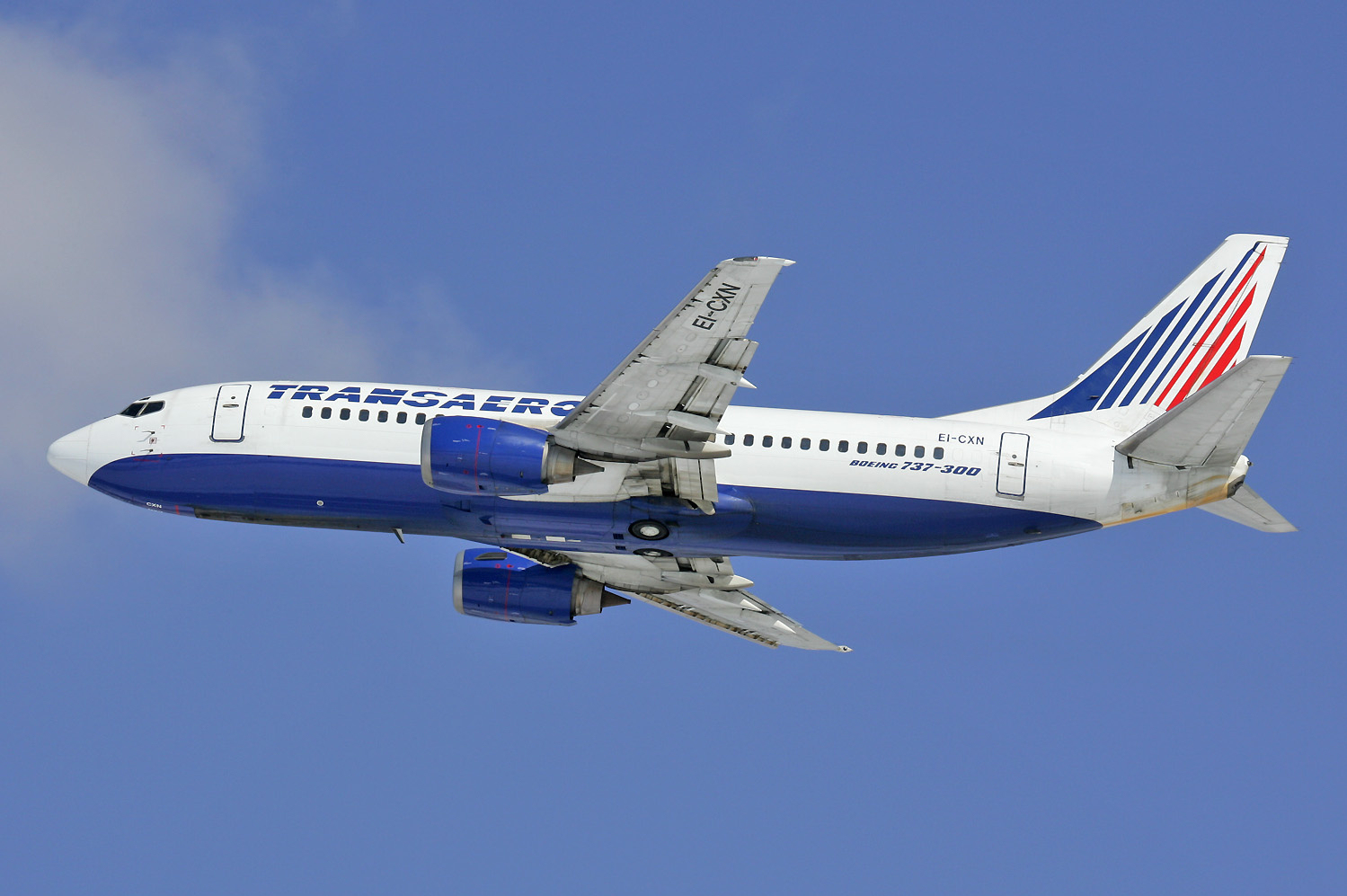
트랜스아에로 항공의 보잉 737-300 (퇴역)
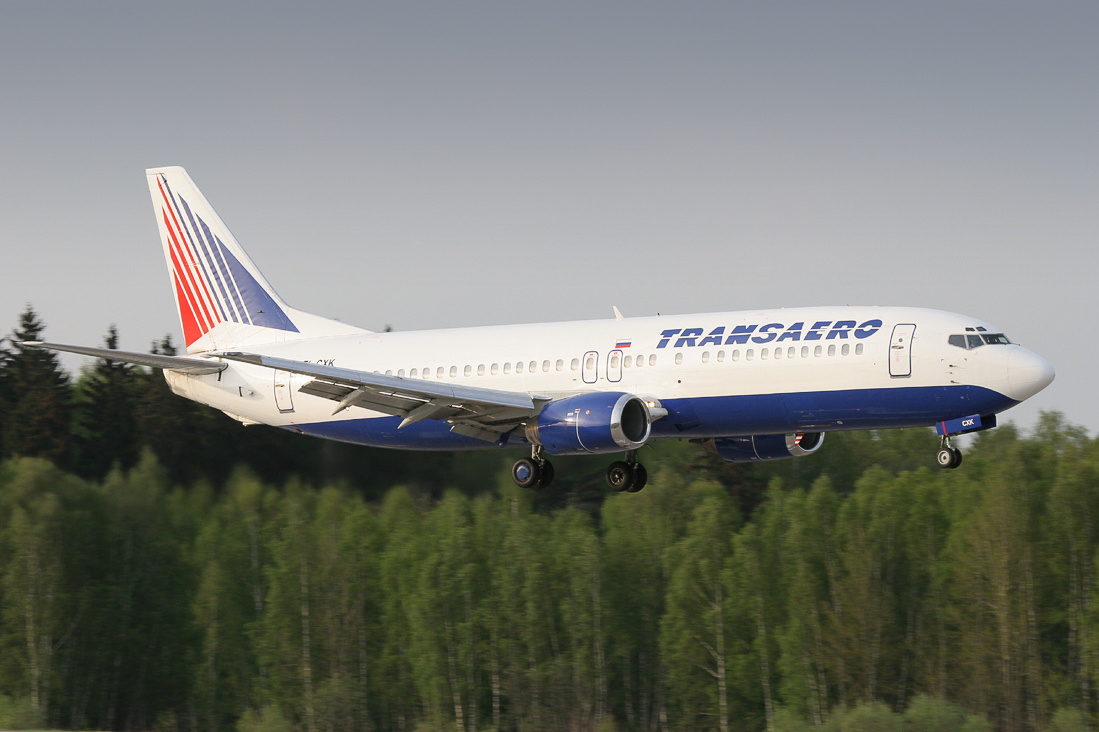
트랜스아에로 항공의 보잉 737-400 (퇴역)
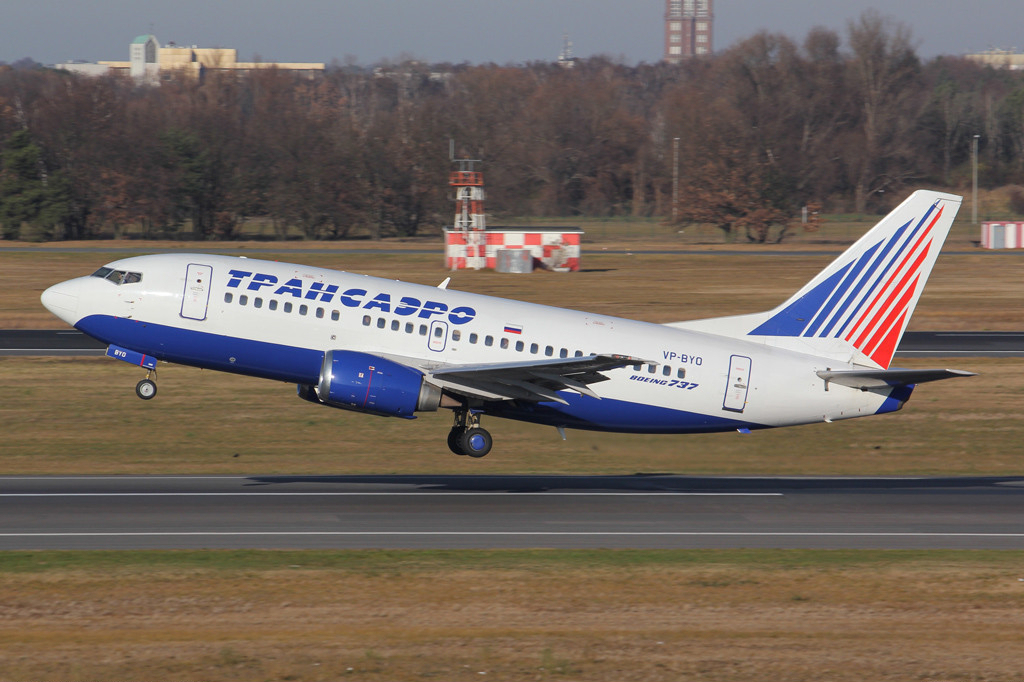
트랜스아에로 항공의 보잉 737-500 (퇴역)
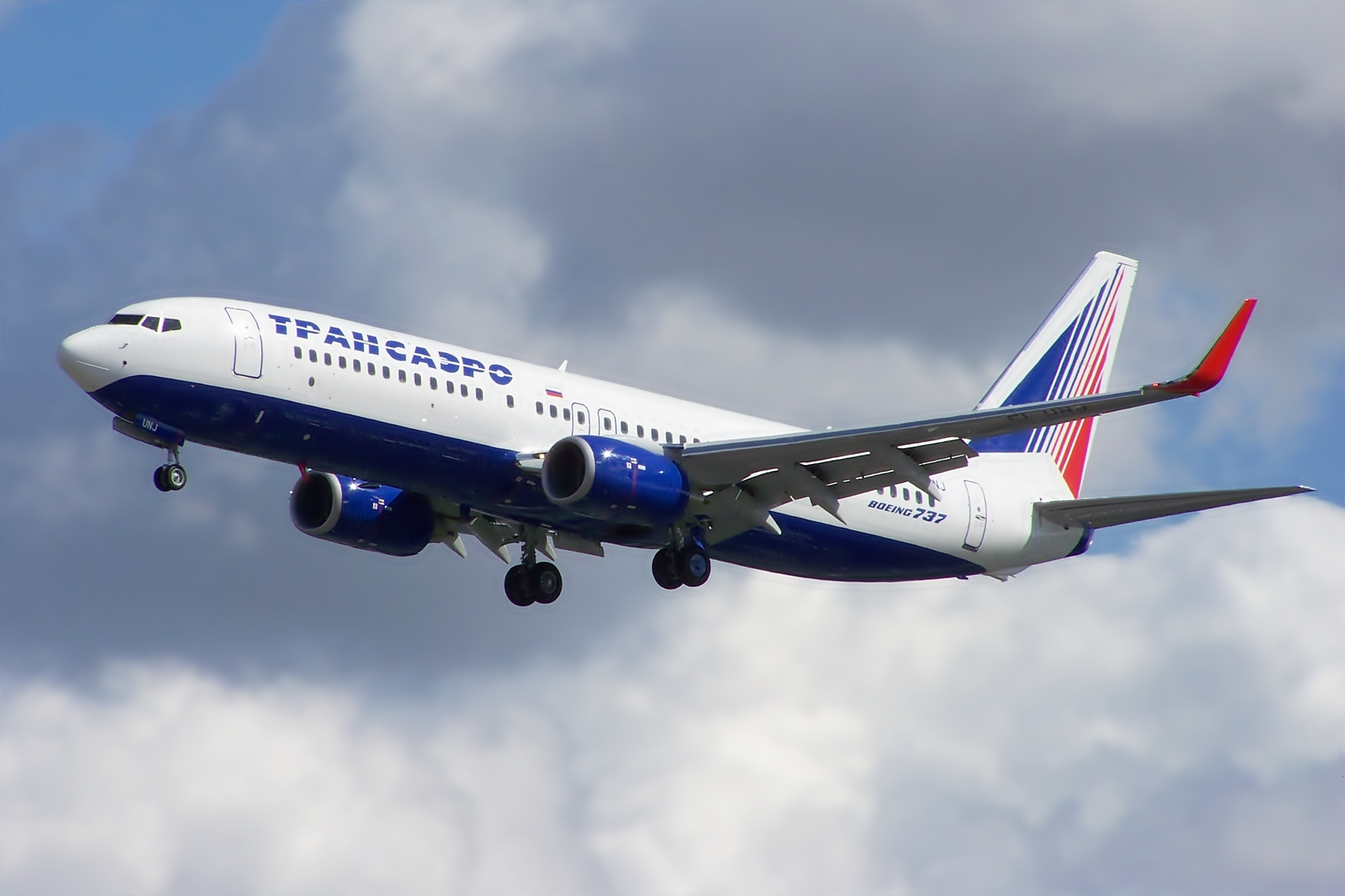
트랜스아에로 항공의 보잉 737-800 (퇴역)
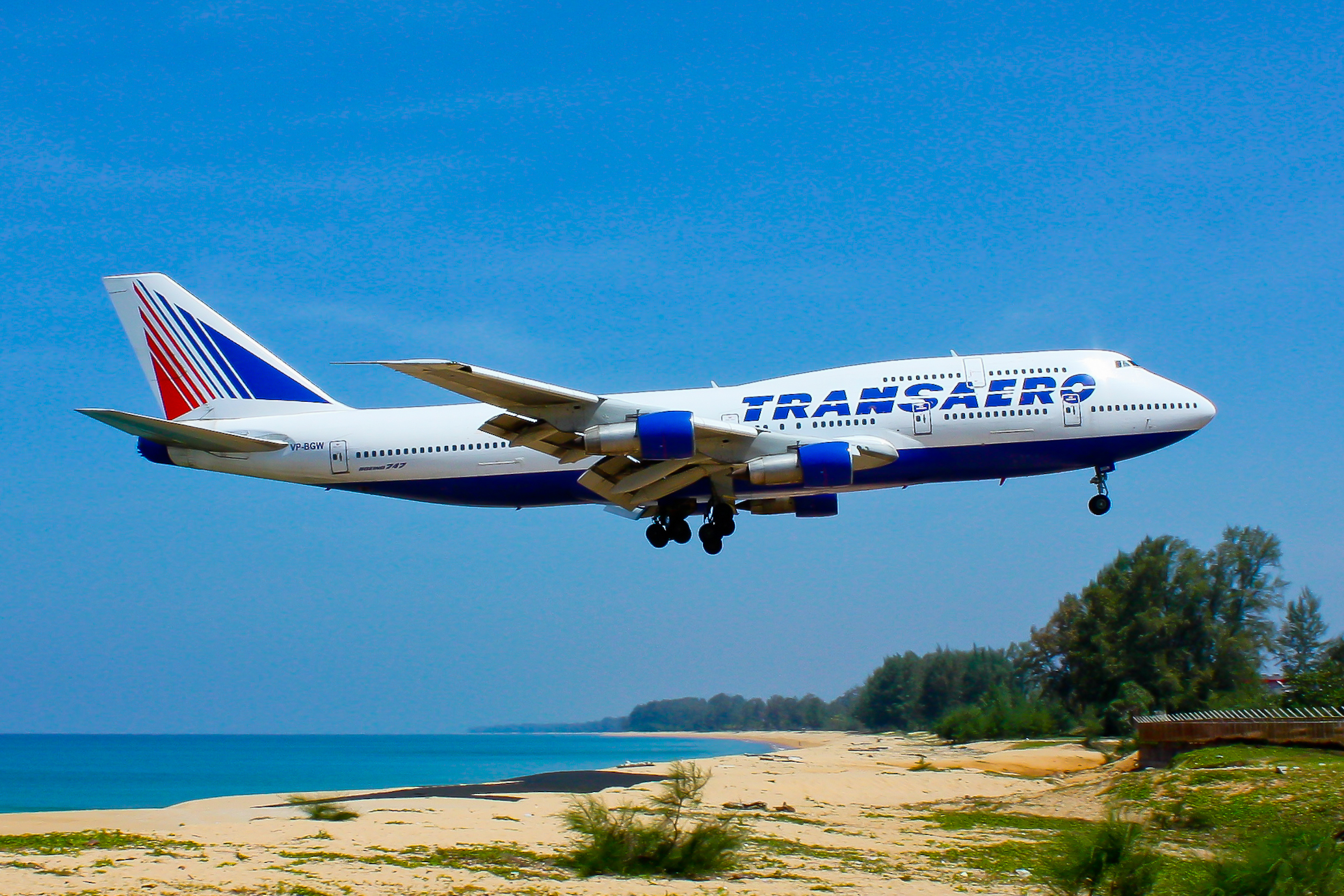
트랜스아에로 항공의 보잉 747-300 (퇴역)
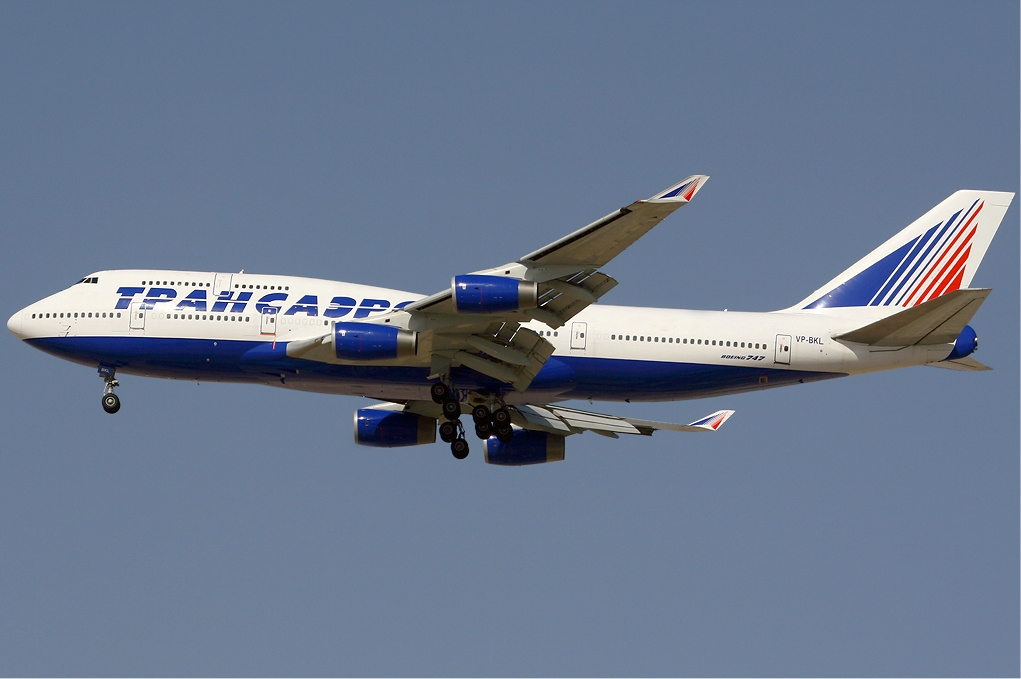
트랜스아에로 항공의 보잉 747-400 (퇴역)
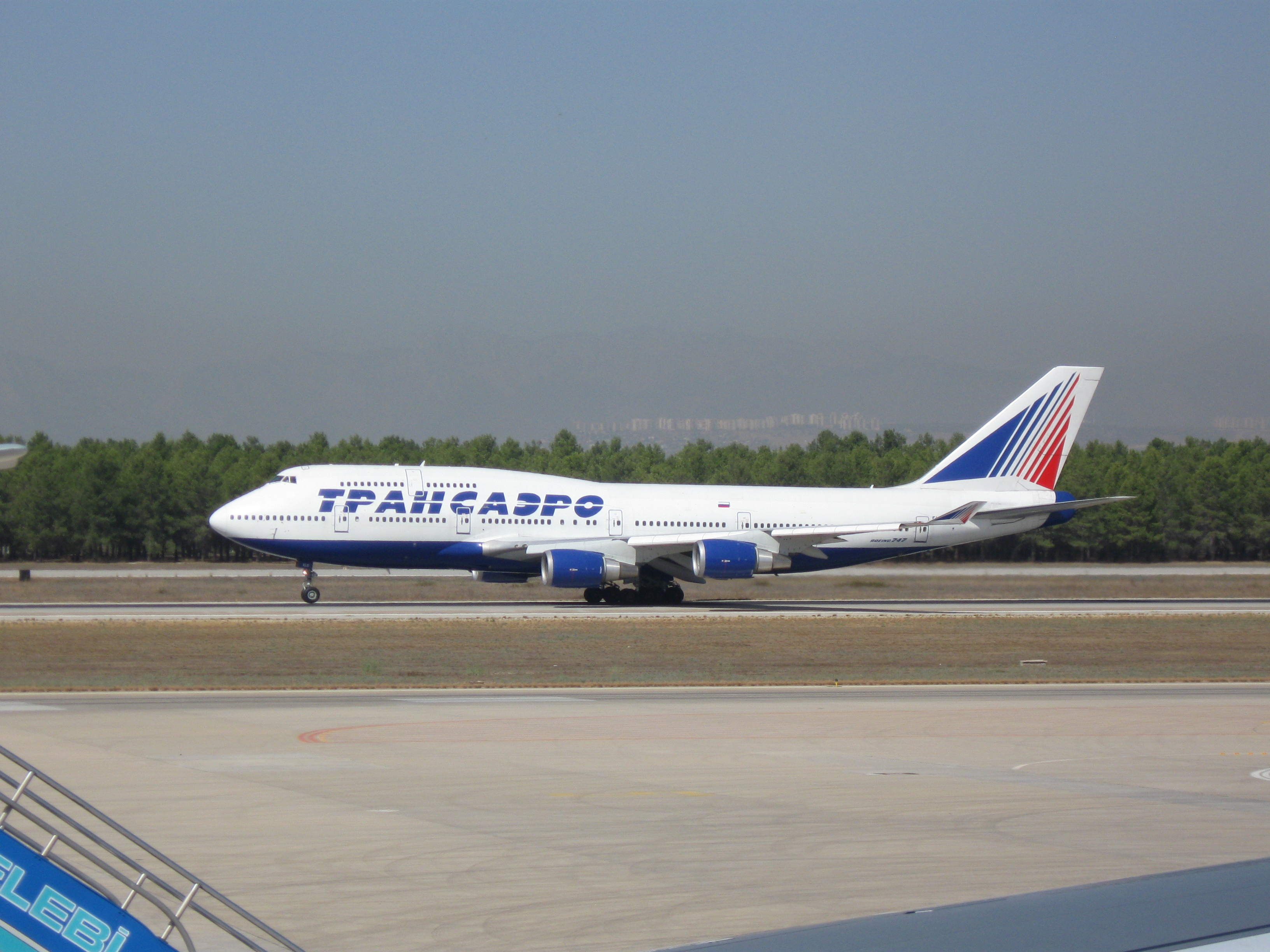
트랜스아에로 항공의 보잉 747-400 (퇴역)
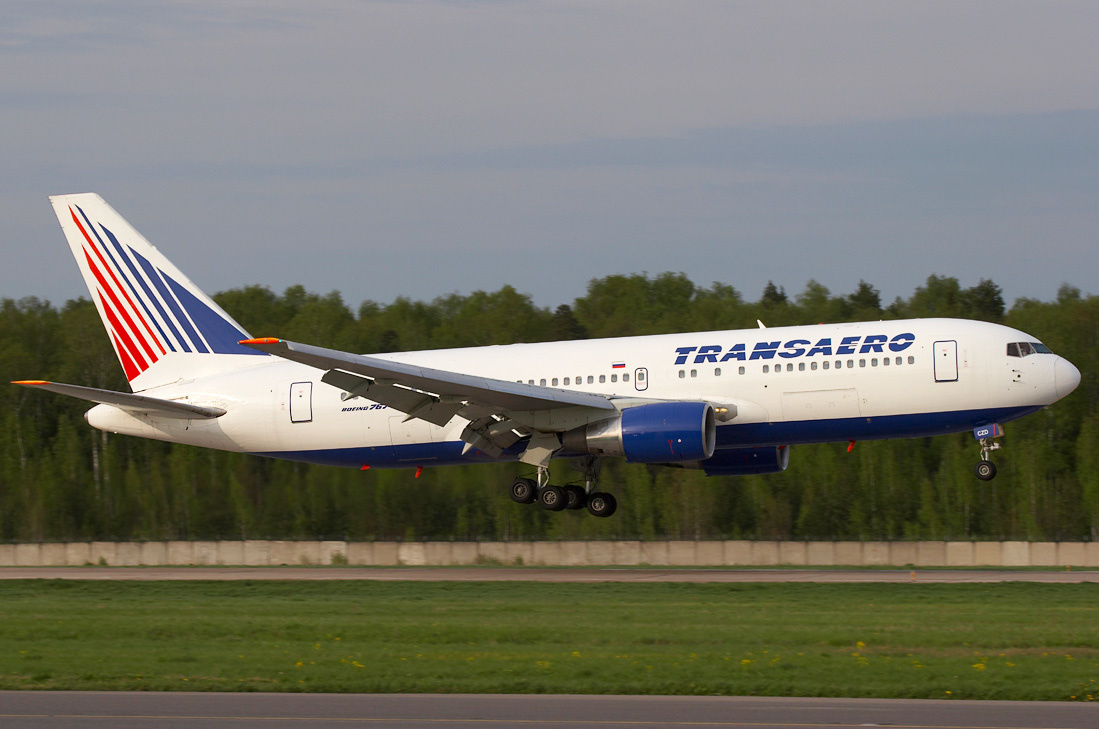
트랜스아에로 항공의 보잉 767-200ER (퇴역)
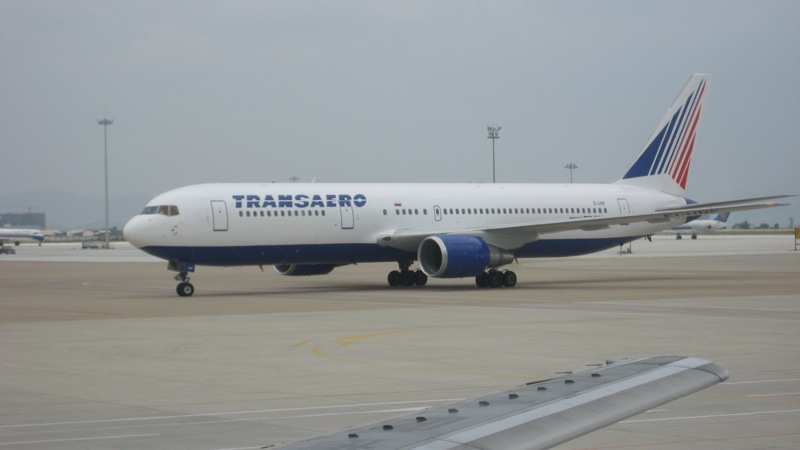
트랜스아에로 항공의 보잉 767-300ER (퇴역)
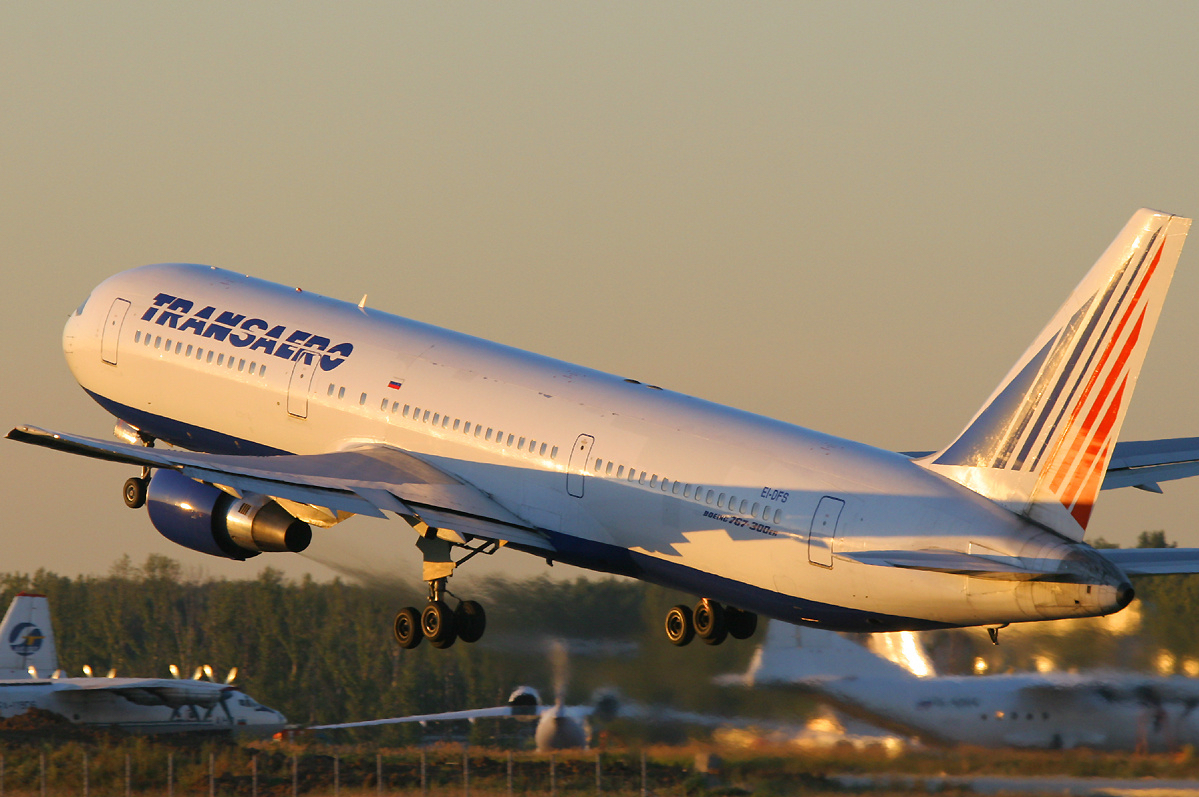
트랜스아에로 항공의 보잉 767-300ER (퇴역)
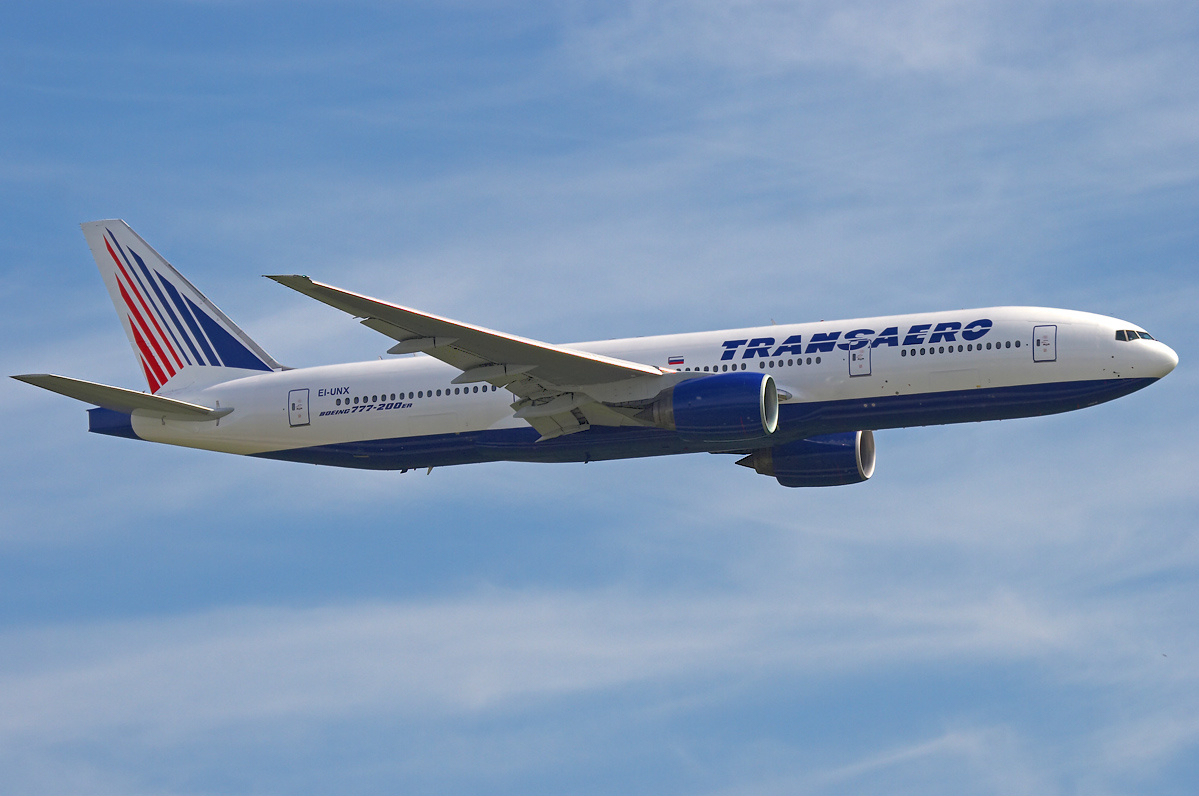
트랜스아에로 항공의 보잉 777-200ER (퇴역)
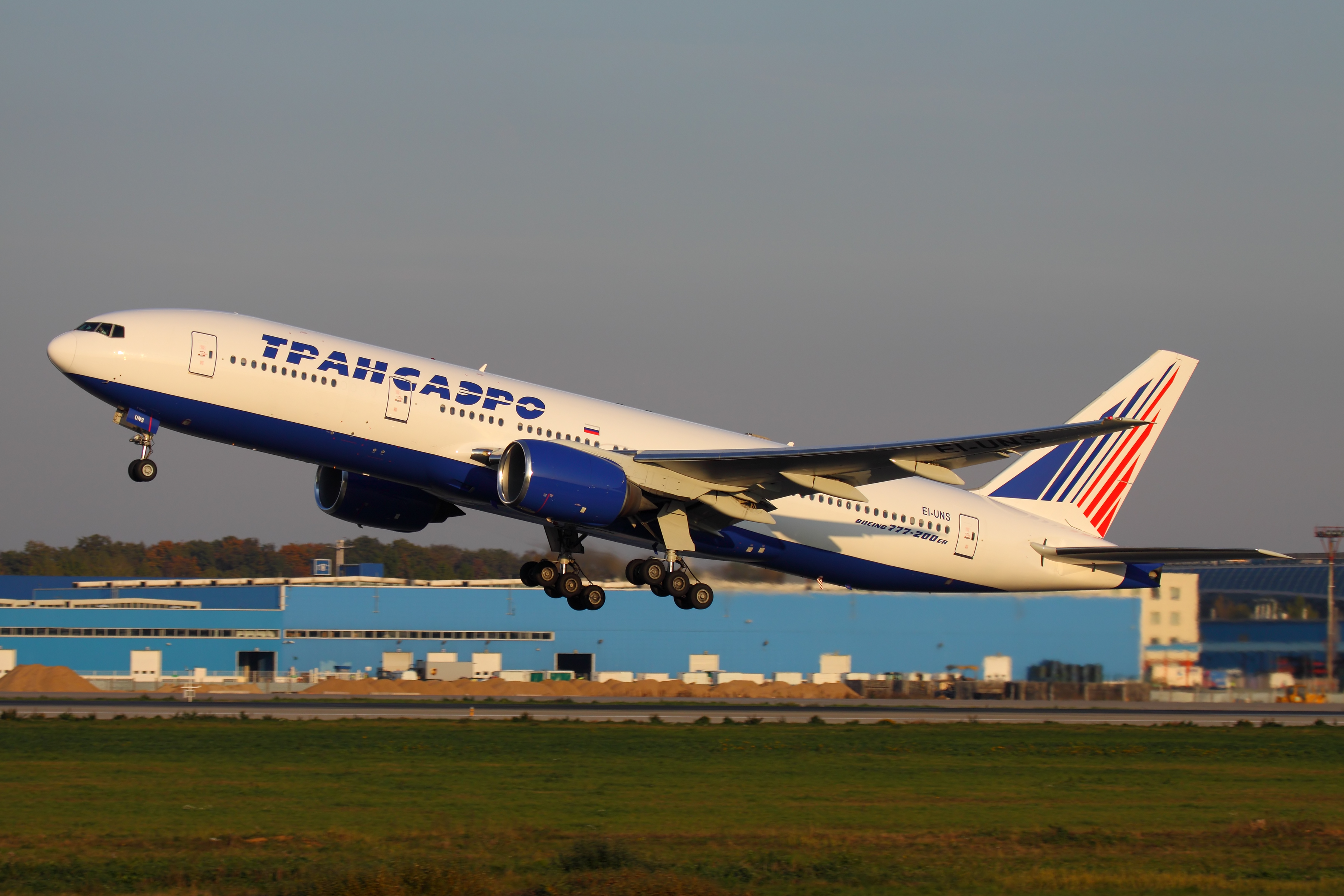
트랜스아에로 항공의 보잉 777-200ER (퇴역)
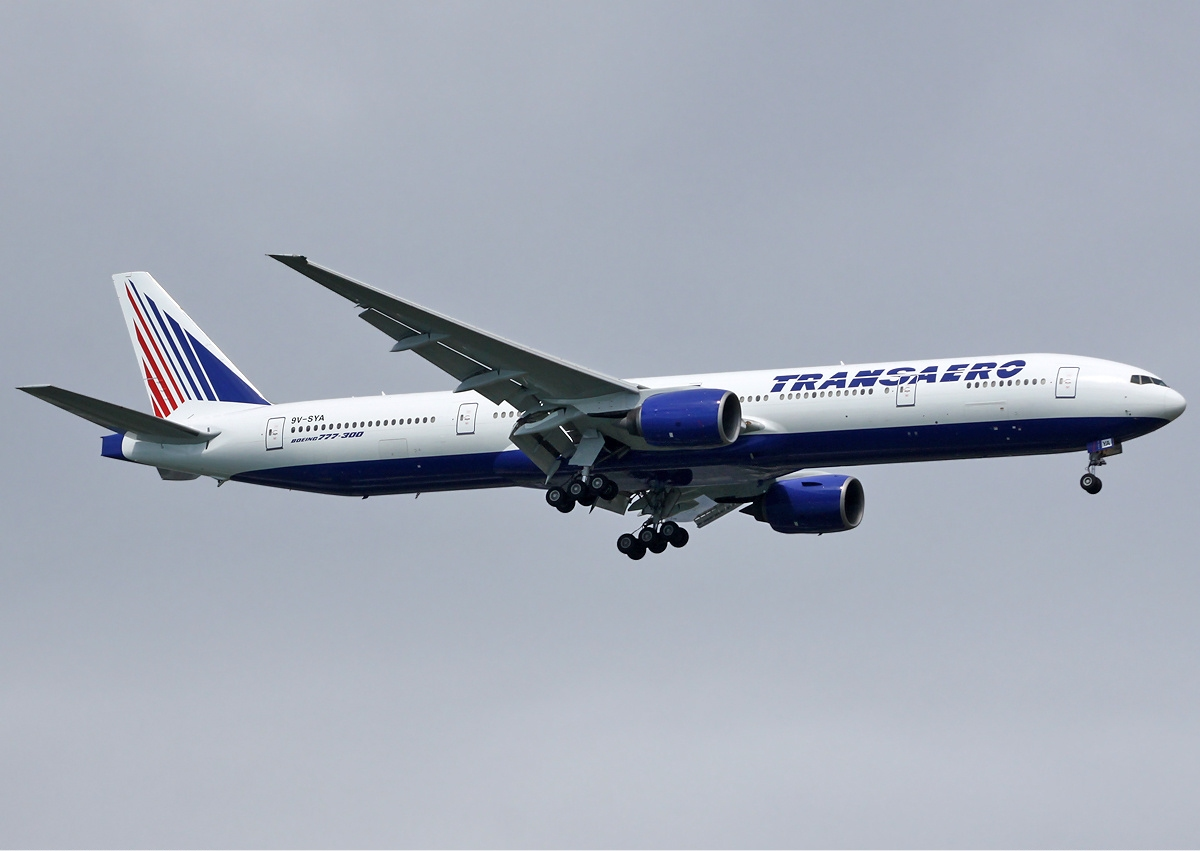
트랜스아에로 항공의 보잉 777-300 (퇴역)
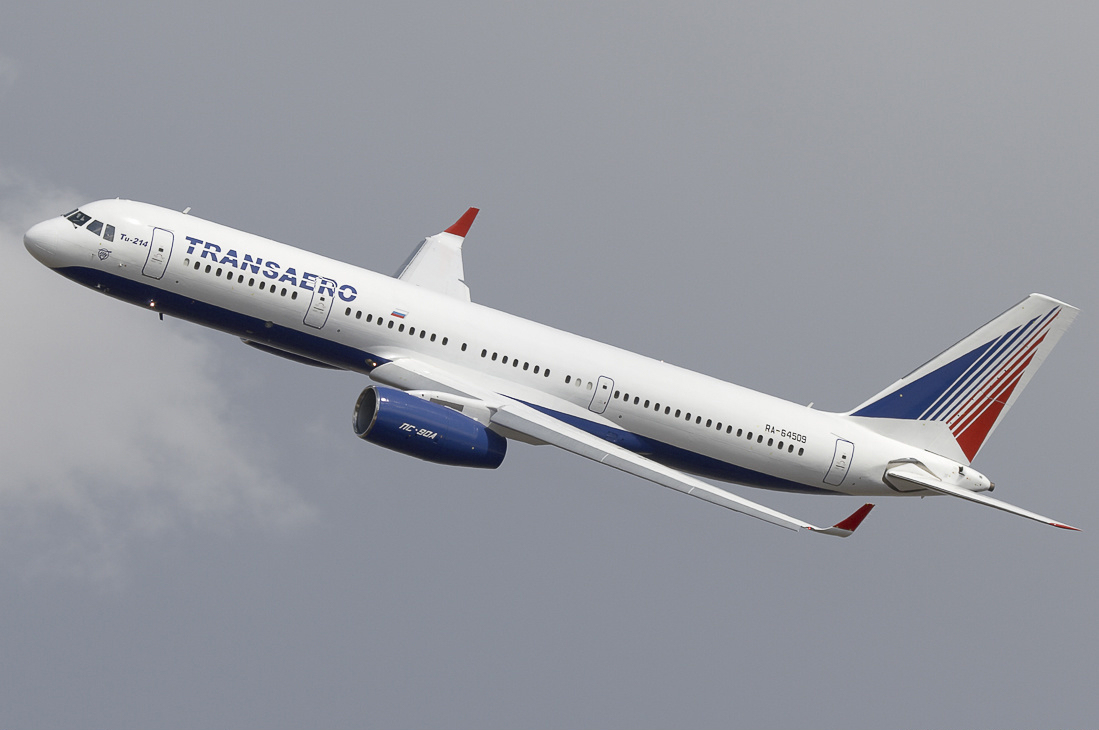
트랜스아에로 항공의 투폴레프 Tu-214 (퇴역)